# Municipio de Alma (Arkansas)
El municipio de Alma (en inglés: Alma Township) es un municipio ubicado en el condado de Crawford en el estado estadounidense de Arkansas. En el año 2010 tenía una población de 7054 habitantes y una densidad poblacional de 113,85 personas por km².

## Geografía
El municipio de Alma se encuentra ubicado en las coordenadas 35°28′35″N 94°13′3″O / 35.47639, -94.21750. Según la Oficina del Censo de los Estados Unidos, el municipio tiene una superficie total de 61,96 km², de la cual 60,35 km² corresponden a tierra firme y (2,59 %) 1,61 km² es agua.

## Demografía
Según el censo de 2010, había 7054 personas residiendo en el municipio de Alma. La densidad de población era de 113,85 hab./km². De los 7054 habitantes, el municipio de Alma estaba compuesto por el 92,19 % blancos, el 1,47 % eran afroamericanos, el 1,73 % eran amerindios, el 0,37 % eran asiáticos, el 0,01 % eran isleños del Pacífico, el 1,6 % eran de otras razas y el 2,62 % pertenecían a dos o más razas. Del total de la población el 3,46 % eran hispanos o latinos de cualquier raza.